# Вежа (телеканал)
Вежа — муніципальна телерадіокомпанія Івано-Франківська.

## Історія
Муніципальна телерадіокомпанія «Вежа» створена у Івано-Франківську у листопаді 1999 року як незалежний некомерційний ЗСІ, орієнтований на життя міста.
Публічна діяльність ТРК почалась у день працівників радіо, телебачення та зв'язку, 16 листопада 1999 з включення FM-радіостанції «Вежа» на частоті 107 МГц у Івано-Франківську. Перша студія радіо знаходилась в орендованому приміщенні Обласної телерадіокомпанії на вулиці Січових Стрільців, 30-а. До першого складу радіо входило приблизно 15 осіб, в ефірі звучали місцеві новини, авторські програми, музика.
19 травня 2000 року ТРК було розділено на радіо та телебачення. Генеральним директором, був Іван Вовк, директором радіо залишився Л. Стринаглюк.
У грудні 2001 року в Івано-Франківську вийшло в ефір телебачення «Вежа». Першою телеведучою стала Іванна Вовк. Першим редактором новин став Ігор Пасічняк, кореспондентом був Олег Криштопа, головний режисер — Віктор Романюк, телеоператор — Віктор Вовк, журналіст — Ярослава Угринюк, оператор Ірина Кравець. Шеф редактором з 2000 року є Михайло Маланюк.
ТБ виходило на кілька годин в ефірі «Нового каналу».
У липні 2006 року відкрито сайт ТРК «Вежа».
З грудня 2011 року компанія отримала ліцензію на телемовлення в кабельних мережах і перевела мовлення в місцевій кабельній мережа Ланет та «Діскавері», перейшла на авторське цілодобове мовлення.
16 травня 2023 року перейшов до мовлення у широкоекранному форматі зображення 16:9 та стандарті високої чіткості (HD).

## Працівники
Перший склад:
- Любомир Стринаглюк — перший директор ТРК
- Олег «Мох» Гнатів — програмний директор радіо
- Анатолій Гармаш — автор та ведучий програм (перший вийшов у радіоефір)
- Олександр Сингаєвський — звукоінженер
- Олена Третяк — секретар, згодом представник з реклами, пізніше керівник рекламного відділу, а ще пізніше директор ТРК
- Тарас Прохасько — радіоведучий, автор програм
- Юрій Андрухович — автор програм
- Вікторія Бабій — ведуча програм
- Марія Назарко — автор програм
- Юрій Сенюк — ведучий радіопрограм
- Іван Ципердюк — ведучий авторських програм
- Богдан Зузук ведучий авторських програм
- Юрій Мазур — ведучий програм
- Іван Родик — інженер
- Асутарян Наталія — кореспондент
- Колотенко Олена — кореспондент